# Dents des Bouquetins
I Dents des Bouquetins (pron. fr. AFI: [dɑ̃ de buktɛ̃]; 3.838 m s.l.m.) sono una montagna delle Alpi Pennine (sottosezione Alpi del Weisshorn e del Cervino).

## Il toponimo

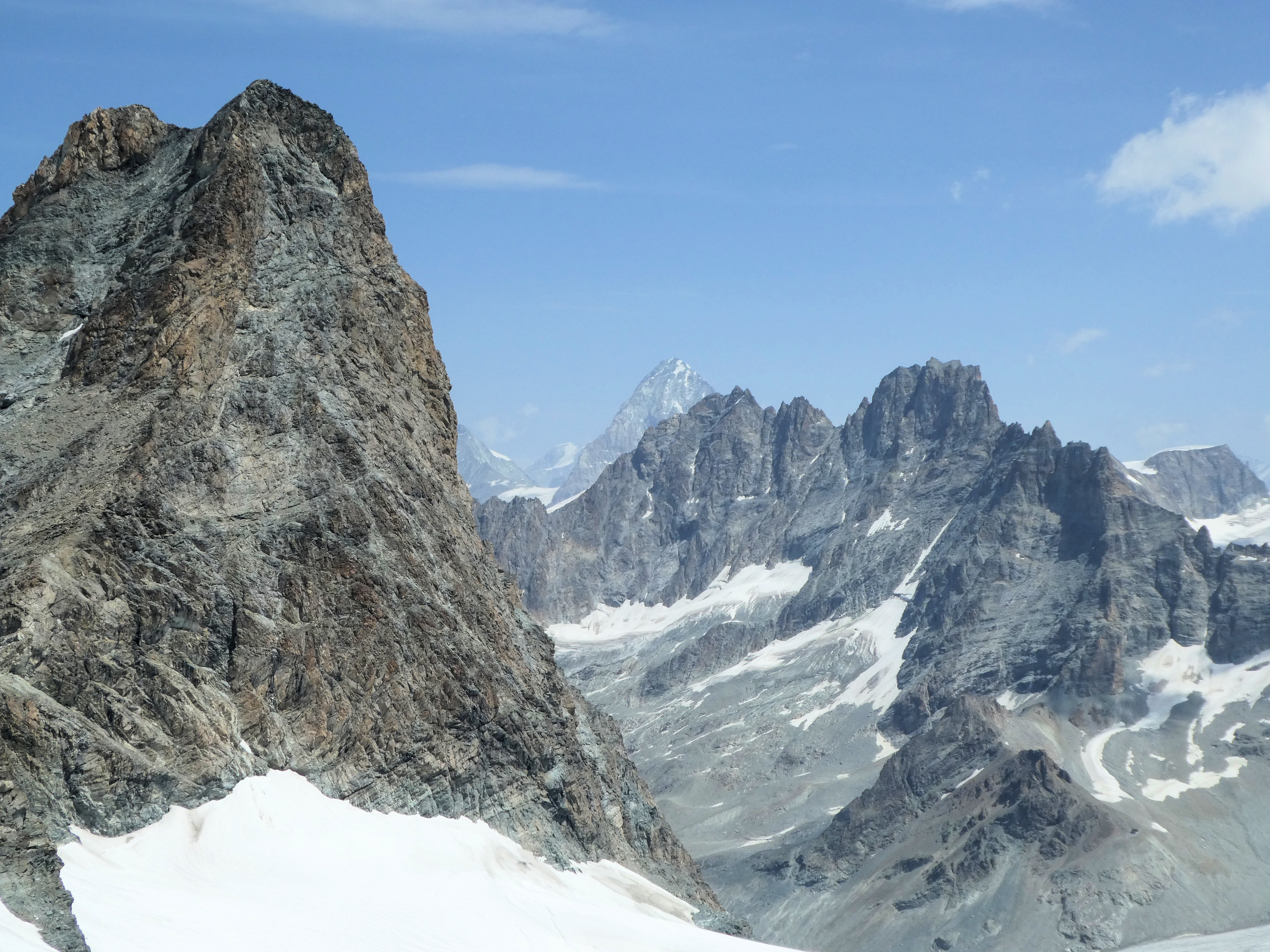
I Dents des Bouquetins in secondo piano; in primo piano l'Évêque.

Il toponimo, dalla lingua francese, significa: denti degli stambecchi.

## Descrizione
La montagna si trova lungo la linea di confine tra l'Italia (Regione Valle d'Aosta) e la Svizzera (Canton Vallese).
Dal versante italiano è possibile salire sulla vetta partendo dal rifugio Aosta (2.788 m); dal versante svizzero partendo dal Refuge des Bouquetins (2.980 m).